# Matthias Kreck

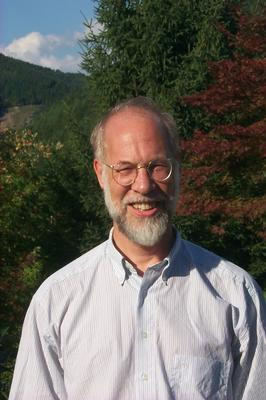
Matthias Kreck in Oberwolfach (2000)

Matthias Kreck (* 22. Juli 1947 in Dillenburg) ist ein deutscher Mathematiker, der sich mit algebraischer Topologie und Differentialtopologie beschäftigt. Er war von Oktober 2006 bis September 2011 Direktor des Hausdorff-Research-Instituts für Mathematik an der Universität Bonn, seitdem ist er Professor am dortigen Mathematischen Institut.

## Leben und Werk
Kreck wuchs als Sohn des Theologen Walter Kreck in Herborn auf und studierte 1966 bis 1970 Mathematik und Physik sowie Betriebswirtschaftslehre an den Universitäten Bonn, Berlin und Regensburg. 1970 legte er in Bonn sein Diplom in Mathematik ab und 1972 promovierte er dort bei Friedrich Hirzebruch zum Thema Eine Invariante für stabil parallelisierte Mannigfaltigkeiten. Von 1972 bis 1976 studierte er evangelische Theologie in Bonn, während er gleichzeitig von 1970 bis 1976 Assistent von Hirzebruch war. 1977 habilitierte er sich in Bonn in Mathematik zum Thema der Bordismengruppen von Diffeomorphismen.
1976 wurde er Professor an der Universität Wuppertal und 1978 an der Universität Mainz. 1994 bis 2002 war er Direktor des Mathematischen Forschungsinstituts in Oberwolfach. 1999 wurde er Professor an der Universität Heidelberg und von 2007 bis 2011 war er Direktor des Hausdorff-Research-Instituts für Mathematik an der Universität Bonn, das er aufbaute. Er war 1981/82 und 1989 bis 1992 Gastprofessor am Max-Planck-Institut für Mathematik in Bonn und Gastwissenschaftler unter anderem in Paris, Princeton, Berkeley, Chicago, Aarhus, Sankt Petersburg, Moskau und Peking.
Kreck arbeitete über die Klassifikation von Mannigfaltigkeiten in der Differentialtopologie (z. B. mit Bordismengruppen), 4-Mannigfaltigkeiten mit exotischen (Differenzierbarkeits-)Strukturen und der Wechselwirkung von Differentialgeometrie und Topologie.
In seiner Habilitation 1977 gelang ihm die vollständige Klassifikation geschlossener glatter orientierbarer Mannigfaltigkeiten mit Diffeomorphismen im Rahmen der Bordismentheorie, ein Problem, an dem schon René Thom, William Browder und Dennis Sullivan gearbeitet hatten. Er entwickelte eine eigene Chirurgietheorie, die unter schwächeren Voraussetzungen als klassische Chirurgietheorien anwendbar ist und die er auf Fragen der Differentialgeometrie anwandte. In den 2000er Jahren beschäftigt er sich mit Beispielen asymmetrischer topologischer Mannigfaltigkeiten.
Im Zuge der „Plagiatsaffäre“ initiierte er Ende Februar 2011 eine „Erklärung von Hochschullehrerinnen und Hochschullehrern zu den Standards akademischer Prüfungen“ und die zugehörige Unterschriftenaktion. Erstunterzeichner waren u. a. Martin Carrier, Eckhard Freise, Gerhard Huisken und Werner Nahm.
Während der COVID-19-Pandemie sah er eine „systematische Verzerrung in den Pandemieprognosen“. Mit Erhard Scholz entwickelte er seit dem Frühjahr 2020 ein neues epidemiologisches Modell, das die Mängel des dominanten SIR-Modells vermeidet. Dieses an COVID-19 adaptierte diskrete Kermack-McKendrick Modell berücksichtigt die biologische feststellbare Viruslast und andere real erhebbare Daten wie die tägliche Zahl der Neuinfektionen, die Zeit zwischen Symptombeginn und Quarantäne und die veränderlichen Kontaktraten direkt. Kreck kritisierte in diesem Zusammenhang das Fehlen von Mathematikern im Expertenkreis der Regierung. Die RKI-Prognosen von Ende März vor der „Bundesnotbremse“ (einschneidende Lockdown-Maßnahmen) sind für ihn das Ergebnis falscher Modellierung.
1990 bis 1998 war er Mitherausgeber der Mathematischen Annalen und 1998 bis 2002 des Archivs für Mathematik.
Zu seinen Doktoranden zählen Peter Teichner, Direktor am Max-Planck-Institut für Mathematik in Bonn, und Stephan Stolz.
In seiner Freizeit spielt er Cello.

## Politisches Engagement
Im Februar 2023 war Kreck Erstunterzeichner der von Sahra Wagenknecht und Alice Schwarzer initiierten Petition Manifest für Frieden an Olaf Scholz, die zum Ende einer „Eskalation“ der militärischen Unterstützung der Ukraine im Zuge des russischen Überfalls aufrief und stattdessen für eine friedliche Lösung des Konflikts plädierte.

## Auszeichnungen und Ehrungen
- Seit 2000 Mitgliedschaft in der Heidelberger Akademie der Wissenschaften[9]
- 2003 Ehrendoktorwürde der Universität Siegen[10]
- 2010 Georg-Cantor-Medaille[11]
- 2012 Gauß-Vorlesung[12]
- 2023 zum korrespondierten Mitglied der Niedersächsische Akademie der Wissenschaften zu Göttingen gewählt[13]

## Publikationen
- Differential algebraic topology- from stratifolds to exotic spheres, American Mathematical Society 2010
- Bordism of diffeomorphisms and related topics, Springer Lecture Notes in Mathematics, Bd. 1069. 1984 (Anhang Neal Stoltzfus)
- Exotische Strukturen auf 4-Mannigfaltigkeiten, Jahresbericht DMV, Bd. 88, 1986, S. 124–145
- Herausgeber mit Wolfgang Lück: The Novikov Conjecture – geometry and algebra, Birkhäuser 2005 (Oberwolfach Seminar)
- Positive Krümmung und Topologie, NRW Akademie der Wissenschaften, Opladen, Westdeutscher Verlag 1994
- Kreck, Hambleton: On the classification of topological 4-manifolds with finite fundamental group Mathematische Annalen, Bd. 280, 1988, S. 85
- Kreck, Lück, Teichner: Counterexamples of the Kneser conjecture in dimension 4 Comm.Math.Helveticae Bd. 70, 1995, S. 423
- Kreck: Surgery and duality. Ann. of Math. (2) 149 (1999), no. 3, 707–754.

## Sonstige Veröffentlichungen
- Mein Mietnomade und ich. Ingelheim : Leinpfad 2012.